# Thea de Roos-van Rooden
T.C.M. (Thea) de Roos-van Rooden (Hillegom, 27 mei 1949) is een Nederlandse geschiedkundige, waterschapsbestuurder en voormalig gemeentebestuurder namens de PvdA.

## Levensloop
In haar geboorteplaats Hillegom volgde De Roos de Mulo A. In het nabijgelegen Haarlem behaalde zij het diploma van de MMS. In 1968 begon zij een studie geschiedenis aan de Rijksuniversiteit Groningen. In 1973 behaalde zij de akte MO geschiedenis en in 1975 legde zij het doctoraalexamen geschiedenis af.
Vanaf 1975 was zij als geschiedenislerares werkzaam in het middelbaar onderwijs o.a. op het Pius X College in Beverwijk en in Haarlem. In 1978 werd zij gekozen tot raadslid voor de PvdA in Heemskerk. Tot 1990 zat zij in de gemeenteraad, van 1986 tot 1990 was zij tevens wethouder.
Daarna was zij van 1990 tot 1997 burgemeester van de Gelderse gemeente Millingen aan de Rijn aan de Rijn. Vervolgens was zij van 1997 tot 2003 dijkgraaf van het Noord-Hollandse waterschap Het Lange Rond. Dit waterschap hield in 2003 op te bestaan doordat het met vijf andere waterschappen fuseerde tot het Hoogheemraadschap Hollands Noorderkwartier.
Vanaf 1 december 2003 was zij burgemeester van de Friese gemeente Gaasterland-Sloten (Gaasterlân-Sleat in het Fries). Ze besloot na onenigheid met enkele fractievoorzitters per 1 februari 2007 te vertrekken. Zij werd opgevolgd door de CDA'er Willem Hoornstra.
Tussen 2009 en 2015 was De Roos-van Rooden hoogheemraad (dagelijks bestuurder) van het Zuid-Hollandse hoogheemraadschap Rijnland. Vanaf 2020 is zij voorzitter van de wijkraad Vondelkwartier in Haarlem.
Naast haar onderwijskundige en politieke werkzaamheden publiceerde zij diverse boeken, vooral op het gebied van de lokale geschiedenis.

## Persoonlijk
Thea de Roos-van Rooden is gehuwd met historicus, journalist en publicist Jan de Roos. Een aantal boeken hebben ze samen geschreven. Zij hebben twee dochters.

## Publicaties
- Millingen in 1945 (1995)
- Gemeentehuizen in Gelderland (samen met Jan de Roos) (1995)
- Acht maal edelachtbaar, Millingse burgemeesters 1810-1967 (samen met Jan de Roos) (1997)
- Millings drieluik (1997)
- Het Noorderpolderhuis in Schermerhorn (1998)
- Het stof der dagelijkse dingen, over de Millingse postbode Bartje Lelie (1999)
- Dreug ôn den diek, over het Millingse schuttersgenootschap OEV (samen met Jan de Roos, 2002)
- Een burgemeester van stand: Otto van Nispen & Hillegom (2005)
- Gaasterland. Eeuwenoud land tussen Mar en Klif (samen met Bauke Boersma, Henk Dijkstra, Sytse ten Hoeve en Peter Karstkarel) (2005)
- Aggie. Levensschets van Agnes Pijnaker 1910-1997 (2007)
- Moed en overmoed: Een biografie van burgemeester Dirk Frans Pont (1893-1963) (samen met Jan de Roos, 2010)
- Geen soldaat kan de polder regeren; De Noord-Hollandse waterschappen tijdens de Tweede Wereldoorlog (samen met Jan de Roos, 2019, ISBN 978-94-92335-12-8)